# Juan Jasso
Juan Jasso Martínez (* 21. August 1926 in Guadalajara, Jalisco; † 23. Juli 2002 ebenda) war ein mexikanischer Fußballspieler, der zwischen 1946 und 1966 fast ausschließlich für Chivas Guadalajara spielte und Teil jener legendären Mannschaft war, die in den neun Jahren zwischen 1957 und 1965 siebenmal Meister wurde und den Beinamen „Campeonísimo“ erhielt. In der Regel wurde er als rechter Außenverteidiger eingesetzt, gelegentlich auch im defensiven Mittelfeld. Der auch unter dem Spitznamen „El Bigotón“ (dt. „Der Schnurrbart“) bekannte Spieler ist mit insgesamt 433 Punktspieleinsätzen in der höchsten mexikanischen Spielklasse Rekordspieler des Vereins.

## Karriere
Jasso war schon als Kind ein leidenschaftlicher Fan des Club Deportivo Guadalajara. So war es kein Wunder, dass der fußballbegeisterte und fußballbegabte Junge sich schon bald das rot-weiße Trikot seines Lieblingsvereins überstreifte. Sein Debüt gab er am 17. März 1946 in einem Punktspiel der Saison 1945/46 beim Club San Sebastián de León, das 0:2 verloren wurde. In den kommenden zehn Jahren, in denen er fleißig lernte und hart trainierte, häufig aber nur Auswechselspieler war, spielte er auf beinahe jeder Position in Abwehr und Mittelfeld.
Mit der Zeit reifte er zur unbestrittenen Führungspersönlichkeit des „Campeonísimo“, so dass sein Mannschaftskamerad Salvador Reyes, der der erfolgreichste Torjäger in der Geschichte von Chivas Guadalajara ist, ihn später einmal als menschliches Symbol des Vereins bezeichnen sollte. Er spielte während seiner gesamten Karriere für Deportivo Guadalajara und eine Saison für Nacional de Guadalajara.
Sein letztes Spiel bestritt Juan „el Bigotón“ Jasso am 23. Oktober 1966 im Alter von 40 Jahren beim 3:0-Sieg gegen den CF Madero. Nach Beendigung seiner Fußballerkarriere wurde Jasso Geschäftsmann und eröffnete einen Imbiss und ein Sportgeschäft, die er beide bis zu seinem Tode betrieb. Juan Jasso, der mit seiner 1997 verstorbenen Frau acht Kinder hatte, starb am 23. Juli 2002 in seiner Heimatstadt Guadalajara an einem Krebsleiden.

## Erfolge
- Mexikanischer Meister (7): 1957, 1959, 1960, 1961, 1962, 1964, 1965
- Mexikanischer Supercup (6): 1957, 1959, 1960, 1961, 1964, 1965
- Pokalsieger (1): 1963
- CONCACAF-Champions-Cup-Sieger (1): 1962